# Stygarctus granulatus
Stygarctus granulatus är en djurart som tillhör fylumet trögkrypare, och som beskrevs av Pollock 1970. Stygarctus granulatus ingår i släktet Stygarctus och familjen Stygarctidae. Inga underarter finns listade i Catalogue of Life.